# Protorthodes perplexa
Protorthodes perplexa là một loài bướm đêm trong họ Noctuidae.